# Аббасов Ельбрус Осман-огли
Ельбрус Османогли Аббасов (азерб. Elbrus Abbasov, 1950, Агдам — 14 грудня 2020) — радянський футболіст, який грав на позиції нападника. По завершенні футбольної кар'єри — азербайджанський футбольний тренер. Кращий бомбардир першої ліги 1976 року.

## Клубна кар'єра
Ельбрус Аббасов народився в Агдамі, та є вихованцем ДЮСШ міста Кіровабада. Розпочав виступи в командах майстрів у кіровабадській команді другої ліги «Динамо» у 1972 році. У 1974 році він став кращим бомбардиром команди, відзначившись 17 забитими м'ячами, та отримав запрошення до найсильнішої на той час команди Азербайджану «Нефтчі», яка виступала на той час у першій лізі СРСР. У бакинській команді Аббасов відразу став одним із кращих бомбардирів, у першому ж сезоні відзначившись 12 забитими м'ячами, а в наступному сезоні став кращим бомбардиром турніру першої ліги, відзначившись 28 забитими м'ячами, зробивши цим найбільший внесок для повернення «Нефтчі» до вищої ліги. В одному з матчів футболіст грав із розсіченою ногою, що не завадило йому дограти матч у основному складі. Проте у вищій лізі футболіст не зумів продовжити свої бомбардирські здобутки, і за трироки у вищій лізі зумів відзначитись лише 4 забитими м'ячами у 28 проведених матчах. Після завершення сезону 1979 року Ельбрус Аббасов звершив виступи на футбольних полях.

## Після завершення футбольної кар'єри
Після завершення виступів на футбольних полях Ельбрус Аббасов став футбольним тренером. У 1990 році він був головним тренером команди «Карабах» з Агдама, з яким виграв зональний турнір нижчої другої ліги. Надалі у 1996—1998 та у 1999—2000 роках знову був головним тренером «Карабаха», у тому числі очолював команду під час її виступів у єврокубках. Тривалий час Ельбрус Аббасов був поза увагою азербайджанських футбольних чиновників та керівництва свого колишнього клубу «Нефтчі», та навіть не мав власного житла в Баку, лише після зустрічі з президентом Азербайджану йому виділили трикімнатну квартиру в азербайджанській столиці. У кнці 10-х років ХХІ століття Ельбрус Аббасов працював представником федерації футболу Азербайджану на матчах Прем'єр-ліги Азербайджану.

## Титули і досягнення
- Кращий бомбардир чемпіонату СРСР у першій лізі — 1976 (28 м'ячів).